# Cerro Miñiques
Cerro Miñiques är ett berg i Chile.   Det ligger i provinsen Provincia de El Loa och regionen Región de Antofagasta, i den norra delen av landet, 1 100 km norr om huvudstaden Santiago de Chile. Toppen på Cerro Miñiques är 5 743 meter över havet, eller 189 meter över den omgivande terrängen. Bredden vid basen är 1,2 km.
Terrängen runt Cerro Miñiques är kuperad åt nordost, men åt sydväst är den bergig. Trakten runt Cerro Miñiques är nära nog obefolkad, med mindre än två invånare per kvadratkilometer.. Det finns inga samhällen i närheten. 
Trakten runt Cerro Miñiques är ofruktbar med lite eller ingen växtlighet.